# Pandia (festival)
La Pandia o Pandía era un antiguo festival estatal que se celebraba anualmente en Atenas ya en la época de Demóstenes. Aunque poco de lo que se sabe de la Pandia es cierto, probablemente era un festival dedicado a Zeus, y se celebraba en la primavera posterior a las Dionisias a mediados del mes de Elaphebolion (finales de marzo y principios de abril) .

## Fechas
La fecha exacta de Pandia ha sido muy discutida. En el discurso de Demóstenes Contra Midias (21,8) tiene una reunión, durante la cual se revisó la conducta de las Dionisias, que se celebran después de la Pandia. Esto sitúa a la Pandia, al menos durante la época de Demóstenes, después de las Dionisias. Algunos ven relación entre la Pandia y la luna llena, colocando la celebración en el 14 Elaphebolion. Pero según Pickard-Cambridge, Gould y Lewis, la asociación con la luna llena "no se puede ni afirmar ni rechazar", y la idea moderna parece favorecer las fechas posteriores del 16 o 17 Elaphebolion.

## Ritos
La derivación del nombre del festival y a quién pudo haber honrado el festival son temas que ha sido objeto de discusión considerable. Se ha visto que Zeus, la diosa Selene, Pandía, una hija de Zeus y Selene, y Pandíon, un rey mítico, posiblemente estén relacionados con el festival.
El nombre "Pandia" está asociado con la diosa Selene, la personificación griega de la luna. Originalmente, Pandia pudo haber sido un epíteto de Selene, pero al menos en la época del Himno homérico a Selene,Pandía ("todo brillo") se había convertido en hija de Selene y Zeus.
Otra figura mitológica cuyo nombre se ha sugerido como un posible origen para el nombre del festival es Pandíon, un rey legendario de Atenas que, como parte de las reformas tribales de Clístenes a finales del siglo VI a. C., se convirtió en el héroe epónimo de la tribu ateniense Pandionis. Sin embargo, algunos estudiosos piensan que es más probable que derivara el nombre del héroe del festival como su legendario fundador. Una inscripción que data del año 386 a. C., que se refiere a un decreto de la tribu Pandionis, encomendando a un "sacerdote de Pandíon" por los servicios realizados en la Pandia, respalda la idea de un vínculo entre Pandíon y el festival.
Mientras que se menciona tanto a Selene como a Pandíon en relación con el nombre del festival, Focio afirma que el festival se llevó a cabo en honor a Zeus, aunque, según Robert Parker, esta relación con Zeus pudo ser solo "una suposición etimológica probablemente correcta", muchos eruditos se contentan con asignar el festival a Zeus. También es posible que más de una de estas figuras mitológicas estuviera asociada con el festival, y que el homenaje que se le rendía cambiara con el tiempo.

## Pandia de Ploteya
En el demo de Ploteya se celebra una fiesta con el mismo nombre; se desconoce qué relación (si acaso hubo) pudo haber tenido este festival con la Pandia de Atenas.